# Classificação dos grupos simples finitos
Em matemática, a classificação dos grupos simples finitos é um teorema que estabelece que todo grupo simples finito pertence a uma das quatro classes descritas mais adiante. Estes grupos podem ser vistos como os blocos básicos com os quais se constroem todos os grupos finitos, do mesmo modo com que se constroem os números naturais a partir dos números primos. O teorema de Jordan-Hölder é uma maneira mais precisa de descrever este fato acerca dos grupos finitos. No entanto, uma diferença significativa em relação à fatoração de inteiros é que os blocos não necessariamente determinam de forma única um grupo, já que podem existir vários grupos não isomorfos com a mesma série de decomposição ou, em outras palavras, o problema da extensão não tem uma solução única.
A demonstração do teorema de classificação consiste de dezenas de milhares de páginas em mais de 500 artigos escritos por cerca de 100 autores em revistas matemáticas, publicados em sua maioria entre 1955 e 2004. Gorenstein (d.1992), Lyons, e Solomon estão publicando aos poucos uma versão simplificada e revisada da prova.

## O teorema de classificação
O teorema é enunciado da seguinte maneira:

Teorema: Todo grupo finito simples é isomorfo a um dos seguintes grupos:
- Um grupo cíclico de ordem prima
- Um grupo alternante de grau maior ou igual a 5
- Um grupo de Lie simples, incluindo tanto
  - Os Grupos de Lie clássicos, a saber os grupos simples relacionados às transformações projetivas especiais lineares, unitárias, simpléticas, ou ortogonais sobre um corpo finito;
  - O grupo excepcional e os grupos torcidos de tipo Lie (incluindo o grupo de Tits)

- Os 26 grupos simples esporádicosO teorema de classificação tem aplicações em várias áreas da matemática, pois às vezes questões sobre a estrutura dos grupos finitos (e suas ações sobre outros objetos matemáticos) podem ser reduzidas a questões sobre grupos finitos simples. Graças ao teorema de classificação, às vezes estas questões podem ser respondidas conferindo cada família de grupos e cada grupo esporádico.

Daniel Gorenstein anunciou em 1983 que todos os grupos simples finitos tinham sido classificados, mas esse foi um anúncio prematuro uma vez que ele tinha sido mal informado sobre a prova da classificação dos grupos quasithin. A prova completa da classificação foi anunciada por Aschbacher (2004) depois que Aschbacher e Smith publicaram uma demonstração de 1221 páginas para o caso quasithin que faltava.

## Consequências da classificação
Esta seção lista alguns resultados que foram provados usando a classificação dos grupos simples finitos.
- A conjectura de Schreier
- O teorema do funtor Signalizer
- A conjectura B
- O teorema de Schur–Zassenhaus para todos os grupos (embora este utilize apenas o teorema de Feit-Thompson)
- Um grupo de permutação transitivo sobre um conjunto finito com mais de um elemento tem um elemento livre de ponto fixo de ordem potência de primo
- A classificação dos grupos de permutação 2-transitivos
- A classificação dos grupos de permutação de posto 3
- A conjectura de Sims
- A conjectura de Frobenius sobre o número de soluções de {\displaystyle x^{n}=1.}